# Santuari de la Mare de Déu de la Cisa
El Santuari de la Mare de Déu de la Cisa és una església de Premià de Dalt (Maresme), catalogada com a bé cultural d'interès local.

## Història
Està construïda damunt restes romanes i ja es troba esmentada al segle x, quan hi havia una petita ermita romànica. El 1543 es construí un temple nou, que fou incendiat per les tropes de Felip V el 1713.
L'actual temple data del segle xviii, i la imatge de la Verge Bruna s'atribueix als segles xiii-xiv. És la patrona de l'Arxiprestat de la Cisa, format per 12 de les parròquies properes al santuari. Tots dos foren restaurats després de l'incendi del 1936, a l'esclat de la Guerra Civil.

## Descripció

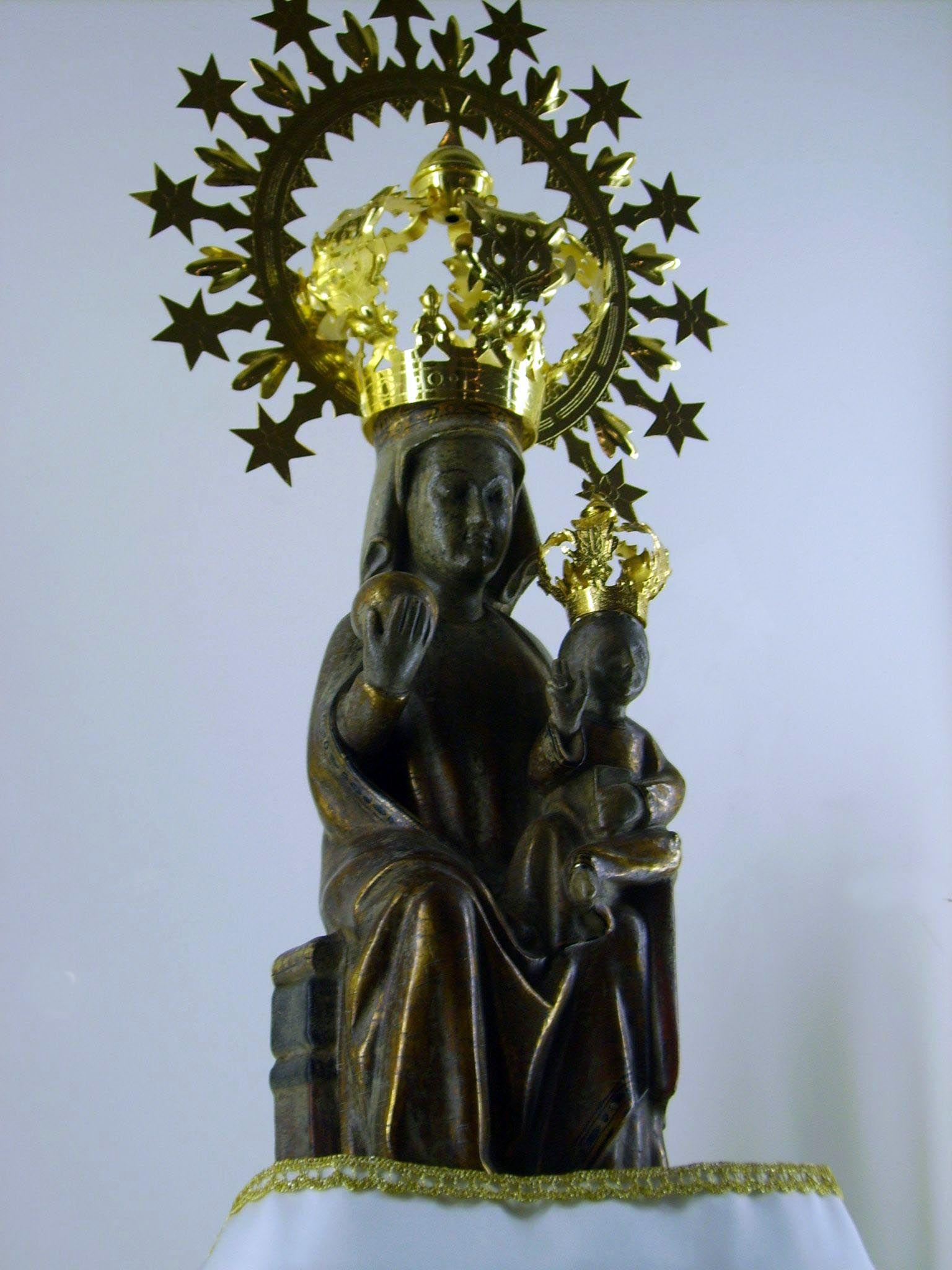
Mare de Déu de la Cisa

És d'una sola nau, coberta amb una teulada de dues vessants. Ha estat reformada en diverses ocasions. L'obra major és de maçoneria, i totes les obertures estan realitzades amb carreus de pedra, de la mateixa manera que els angles de l'edifici.
En el conjunt destaca fonamentalment la façana de tipus barroc, encara que de gran simplicitat: una gran portada allindada amb motllures; una petita fornícula a la part superior amb una imatge de la Mare de Déu; i tres finestres, dues laterals i una rodona al centre. El tester és típicament barroc. Els esgrafiats de la façana són de l'any 1925 i dibuixen orles i garlandes.